# Конституция Нью-Джерси (1776)
Конституция штата Нью-Джерси 1776 года стала первой конституцией штата Нью-Джерси. Она была разработана Провинциальным конгрессом Нью-Джерси и принята этим же конгрессом в июле 1776 года. Она стала третьей из первых конституций американских колоний после конституций Нью-Гэмпшира и Южной Каролины. Она объявила Нью-Джерси независимым штатом, но содержала оговорку, что в случае примирения с Великобританией конституция будет признана недействительной. Конституция сформировала двухпалатную легислатуру, состоящую из Генеральной ассамблеи и Законодательного совета. Легислатура назначала всех должностных лиц, включая губернатора. Была предусмотрена должность вице-президента, который выполнял функции председателя Совета и занимал место губернатора в случае его смерти или отставки. 27 августа 1776 года состоялась первая сессия легислатуры, созванная в соответствии с требованиями конституции.
Конституция 1776 года действовала до создания новой конституции в 1844 году.

## Создание конституции
В колонии Нью-Джерси ещё в 1776 году не было разговоров о независимости, но общая волна протестов в колониях увлекла за собой Нью-Джерси, который присоединился к протестному движению, хотя и не стал его лидером, подобно Вирджинии или Массачусетсу.
11 января 1775 года губернатор колонии Нью-Джерси Уильям Франклин созвал Ассамблею в Перт-Амбой и призвал нью-джерсийцев к осторожности, напоминая, что есть две дороги, одна ведёт к миру и спокойствию, а вторая к анархии и гражданской войне. По предложению Франклина была составлена петиция к королю, которую Франклин не передал королю, как обещал, поэтому её переправили напрямую, без его участия. Уже в апреле 1775 года британская армия вступила в перестрелку с ополчением Массачусетса при Лексингтоне и Конкорде, о чём в Нью-Джерси узнали 23 апреля. Ополченцы колонии стали готовиться к боевым действиям. Франклин доносил в Лондон, что «колонии в крайнем волнении после этих несчастных событий в Лексингтоне». В мае он попытался уговорить Ассамблею договориться с Англией, но предложение было отвергнуто. В том же мае в Трентоне собрался Провинциальный конгресс из 87-ми делегатов, который принял решение о формировании армии. Франклин ещё год созывал Ассамблею и призывал её к политике примирения, и только 17 июля 1776 года он был арестован и сослан в Коннектикут.
Арест губернатора Франклина означал, что война с Англией неизбежна, но общество колонии не было единым. Англиканцы Ньюарка и Бёрлингтона были на стороне короля, и в других частях штата тоже было много лоялистов — впоследствии они сформировали целый батальон для участия в войне на стороне Англии. 22 июня Провинциальный конгресс отправил депутатов на Континентальный конгресс, уполномочив их голосовать за независимость. 24 июня Джейкоб Грин и специальный комитет приступили к составлению конституции, которая была закончена 2 июля.
Голосование по конституции прошло в тот же день 2 июля. Из 65-ти делегатов конгресса голосовало только 35 человек. Из них 9 человек проголосовало против. Таким образом, за конституцию проголосовало 26 человек, а 39 не голосовало или голосовало против. Колебания делегатов объяснялись тем, что вопрос о независимость колоний ещё не был решён, и только две колонии, Нью-Гэмпшир и Южная Каролина, объявили о независимости. Через два дня, 4 июля, в Филадельфии  была принята Декларация независимости США, которую подписали все делегаты от Нью-Джерси.